# Teignmouth
Koordinaten: 50° 33′ N, 3° 30′ W

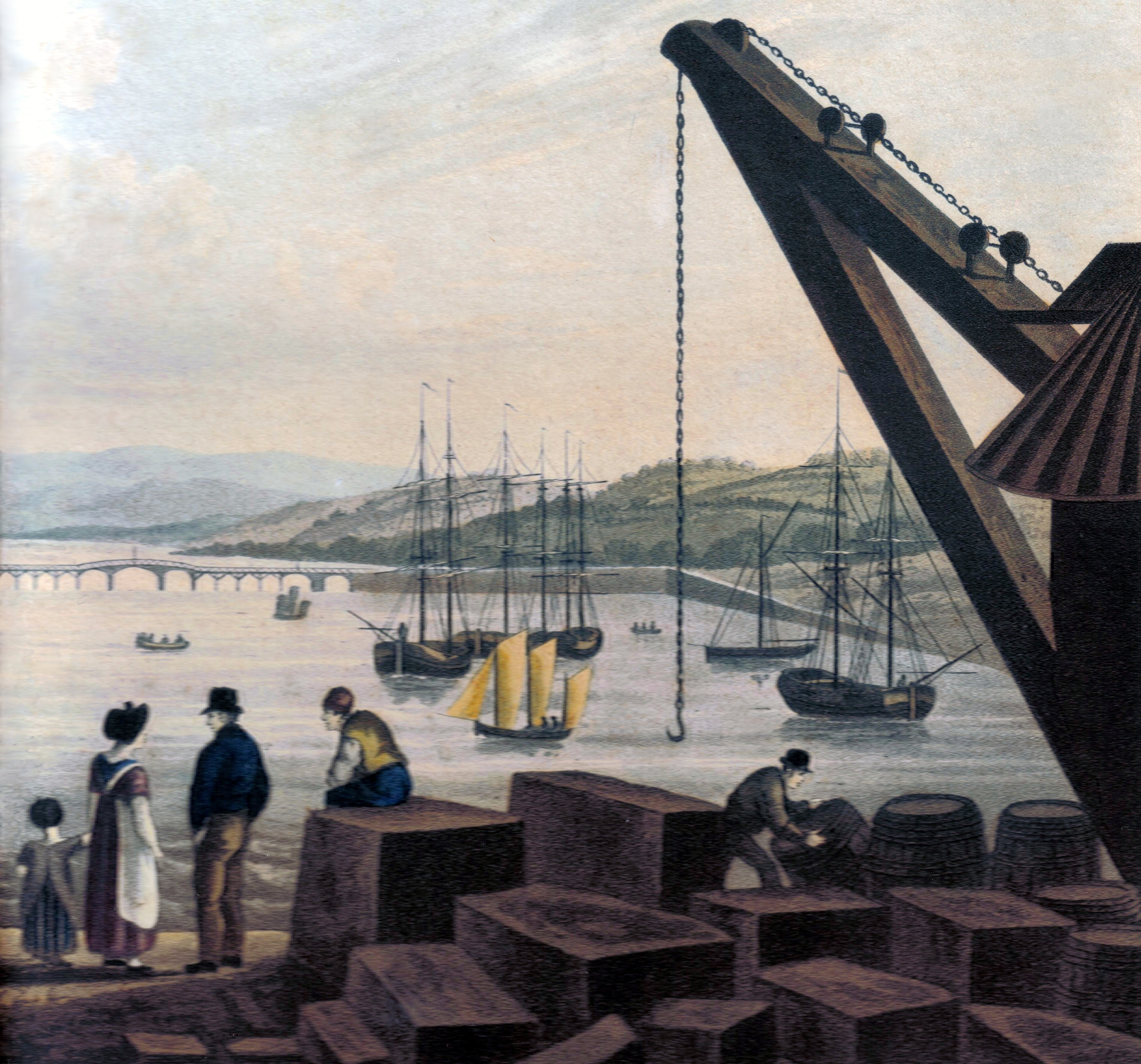
Die Kaianlage in Teignmouth im Jahre 1827 mit Kränen und Granitblöcken zur Verladung

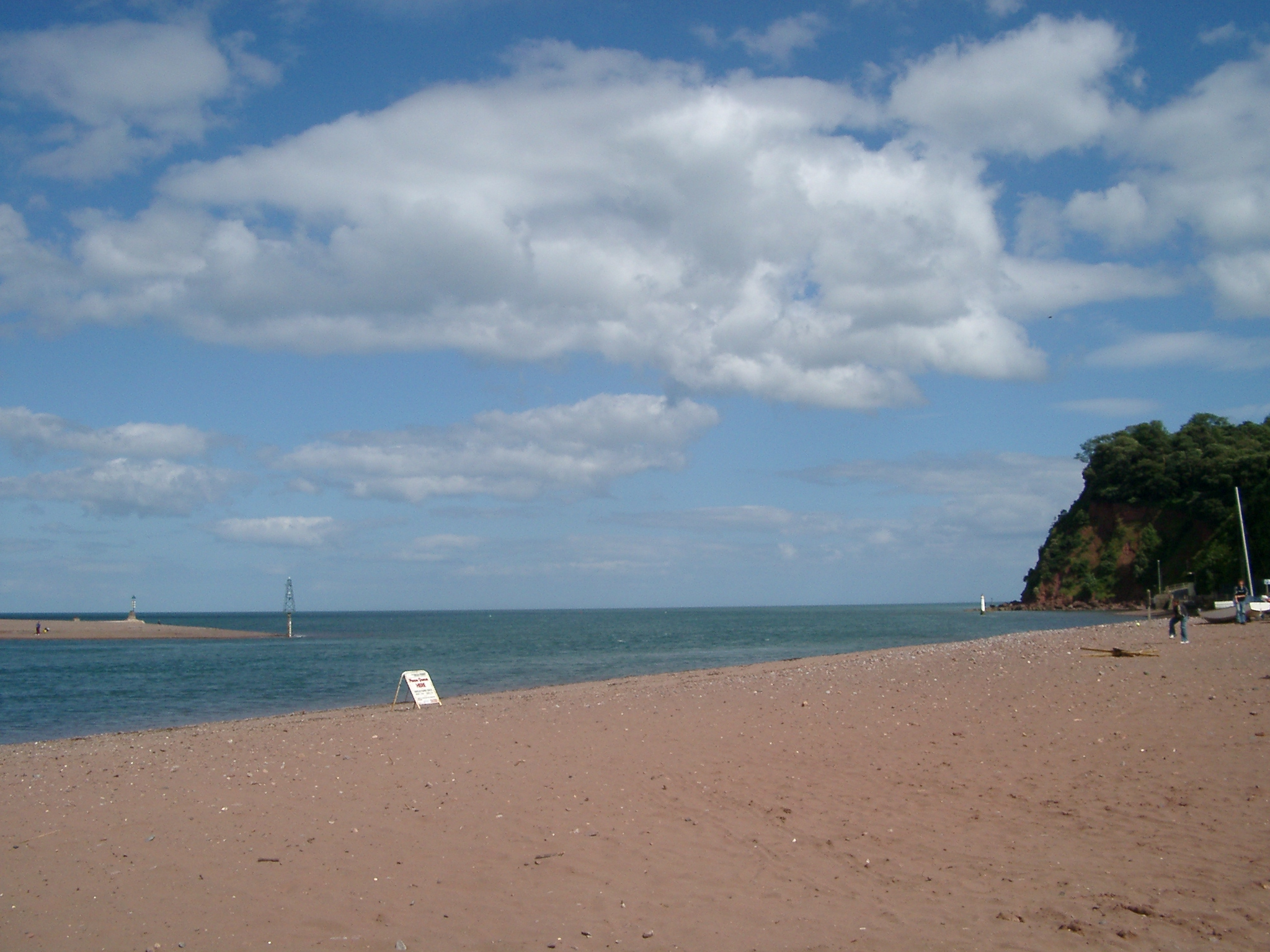
Hier am Schild geht’s in Shaldon zur Fähre nach Teignmouth, rechts The Ness

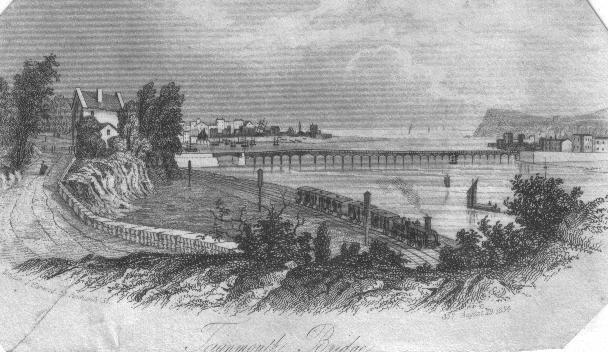
Eisenbahn und Shaldon Brücke nach 1850

Teignmouth [ˈtɪnməθ] ist eine englische Stadt im südlichen Devon. Die Kleinstadt wuchs von einem kleinen Fischereihafen zu einem modernen Ferienort an der Englischen Riviera. Er hatte im Jahre 2001 etwa 15.000 Einwohner.

## Geografie
Teignmouth liegt am Nordufer der Flussmündung des Teign, zwischen den Städten Exmouth im Norden und Torquay im Süden. Der Ort und das am südlichen Ufer des Teign liegende Dorf Shaldon sind durch eine Straßenbrücke, die Shaldon-Bridge verbunden. Die nächstgrößeren Städte sind Newton Abbot im Westen und Exeter im Nordosten. Beide sind über eine Fernverkehrsstraße innerhalb kürzester Zeit zu erreichen. Von Teignmouth aus fahren mehrmals stündlich Züge nach Newton Abbot und Exeter. Die Bahnlinie führt direkt an der Meeresküste, teilweise aber auch an den Ufern der weit aufgezogenen Teign-Mündung (Richtung Newton Abbot) und Exe-Mündung (Richtung Exeter) entlang. Beide Flussmündungen unterliegen den Gezeiten. Von Teignmouth aus gesehen sind Newton Abbot und Dawlish die nächstgelegenen Bahnstationen auf einer der wohl landschaftlich schönsten Bahnstrecken Südenglands. Für die Bewohner Teignmouths besitzt Newton Abbot wichtige regionale Verwaltungsstrukturen, die von den Bewohnern in Anspruch genommen werden.

## Geschichte
Die Westhälfte der Stadt wurde bei einer kurzzeitigen französischen Invasion bis auf ein Haus im Jahre 1690 durch ein Feuer zerstört. Noch heute erinnert die französische Straße mit ihrem Museum an diesen Vorfall. Im Zweiten Weltkrieg wurde Teignmouth auch von deutschen Bomben immer wieder getroffen. Es fielen einerseits restliche Bomben der heimkehrenden Bomber nach Angriffen auf Bristol und Plymouth auf die kleine Stadt. Andererseits waren die Infrastruktur und besonders die Hafenanlagen ein Ziel deutscher Bomber. So wurde die Teign-Mündung regelmäßig von deutschen Jägern und Aufklärern erkundet und die Stadt angegriffen. Das Buch „Teignmouth at War“ beschreibt die Kriegszeit in Teignmouth und die Verluste an Gebäuden und Einwohnern am besten. Während des Krieges wurde die Shaldon Bridge mit Luftabwehrgeschützen verteidigt.

## Der Hafen
Der Hafen in Teignmouth existiert seit dem 13. Jahrhundert und wird bis heute genutzt um Ton, Bauholz und Getreide zu verladen. Außerdem ankern Sportboote im Bereich der Flussmündung. Es besteht ein reger Frachtverkehr mit französischen Häfen an der Kanalküste. Das Granitgestein für die Brücke von London wurden hier verladen. Der einzigartige Granit wurde mit der Haytor-Bahn von den Steinbrüchen in der Nähe von Hay Tor, dann über den Stover Kanal und den Fluss Teign bis zum Hafen an den neuen Kaianlagen angeliefert. Die Kaianlagen wurden für den Granittransport von George Templer in den Jahren von 1821 bis 1825 gebaut. Der Hafen von Teignmouth ist heute der einzige Frachthafen zwischen Plymouth und Southampton. Die Einfahrrinne im Bereich der Flussmündung ist tückisch, versandet schnell und wird durch einen gut organisierten Lotsenservice überwacht.
Mit Shaldon ist Teignmouth über eine Personenfähre verbunden, die von sich behauptet, eine der ältesten Fähren Englands zu sein.

## Shaldon Brücke
Die ursprüngliche Brücke wurde am 8. Juni 1827 eröffnet, hatte 34 Holzbögen und war 1671 Fuß lang. Für die Benutzung war eine Gebühr zu zahlen. Nach zwei teilweisen Zusammenbrüchen (1838 und 1893) wurde die Brücke 1931 wieder komplett aufgebaut. Devons Grafschaftsrat kaufte die Brücke von der Shaldon-Brücken-Gesellschaft am 28. Oktober 1948 für £ 90.000 und schaffte die Gebühren ab. Sie geht auf eine schon seit römischer Zeit bekannte Brücke zurück.

## Eisenbahn
Die Stadt wurde am 30. Mai 1846 an das Eisenbahnnetz der Devon Südeisenbahn angeschlossen. Der Bahnhof ist in der Nähe des Stadtzentrums und über die Bahn ist Teignmouth mit den meisten Stationen in Devon verbunden. Die von Isambard Kingdom Brunel erbaute Strecke führt mehrere Meilen entlang eines Steindeichs zwischen dem Meer und den Klippen von Newton Abbot nach Osten in Richtung Dawlish und Dawlish-Warren, um schließlich in Exeter zu enden. Die Strecke ist besonders durch die roten Felsformationen, welche die Strecke säumen, äußerst malerisch. Die Strecke zwischen Teignmouth und Dawlish ist wegen der Nähe zum Meer die am teuersten zu erhaltende Strecke des ganzen britischen Eisenbahnnetzes. Schon vor dem Zweiten Weltkrieg gab es Überlegungen, die Bahnstrecke weiter ins Inland zu verlegen und so die Teignmouth-Ecke auszusparen. Dagegen sprechen hohe Kosten eines womöglich erforderlichen Tunnels, sowie das Argument, dass die Touristen die Strecke dem Meer entlang wünschen.

## Tourismus
Teignmouth ist ein typisches englisches Seebad mit dem ergrauten Charme der edwardianischen und viktorianischen Ära. Schon im 19. Jahrhundert war Teignmouth bei Reisenden ein beliebtes Ziel. Hauptattraktion während der Sommermonate ist die Seafront, der Strand und die vielfältigen Sportmöglichkeiten. Teignmouth selbst verfügt über Sportmöglichkeiten wie beispielsweise ein Hallenbad, den „Den Bowling Club“ und den Teignmouth Golf Club. Das Traditionskino „Riviera“ ist seit Jahren nicht mehr im Betrieb. Hier wurden seit 1912 Kinoaufführungen angeboten.

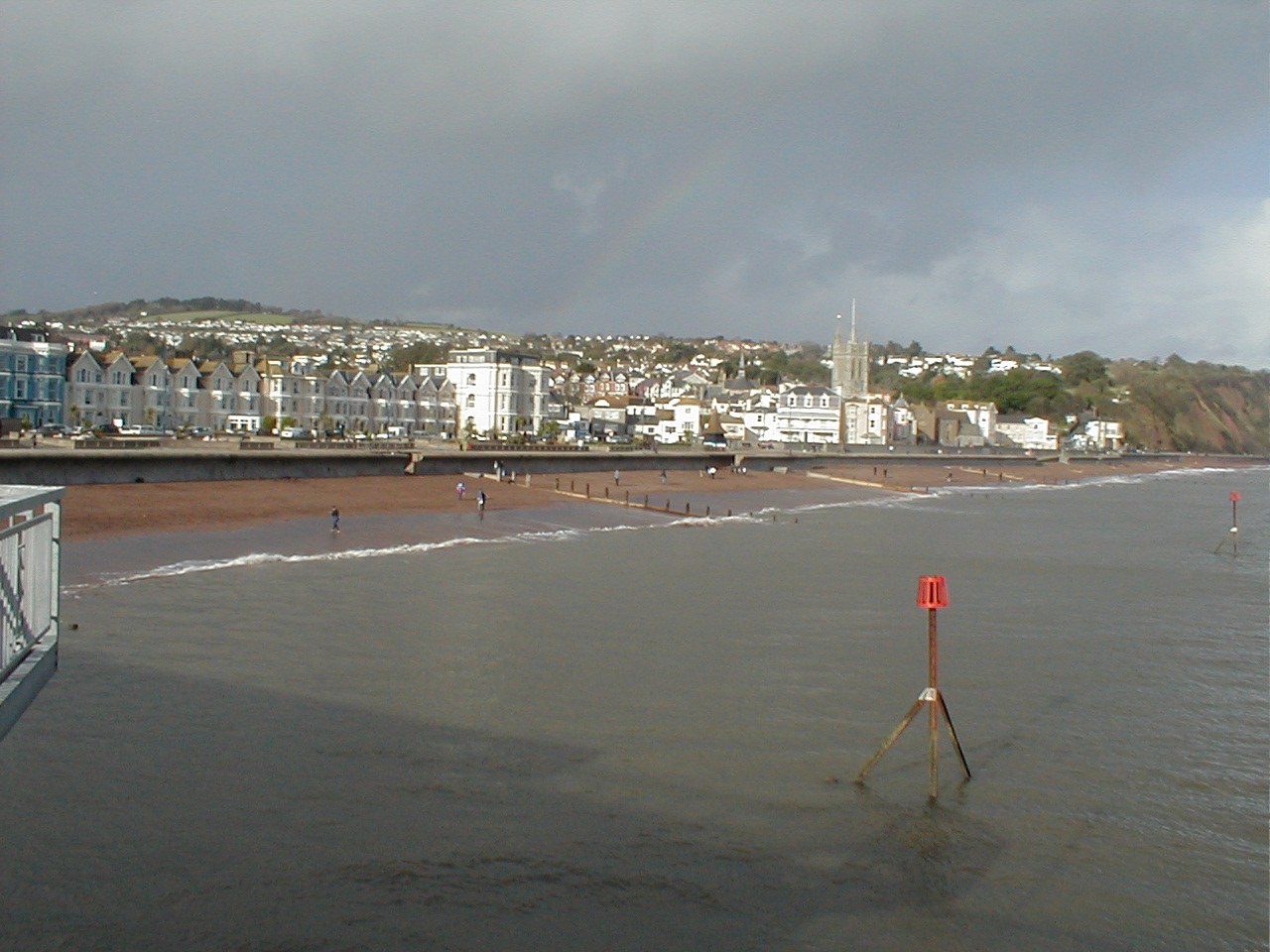
Teignmouth, von See aus
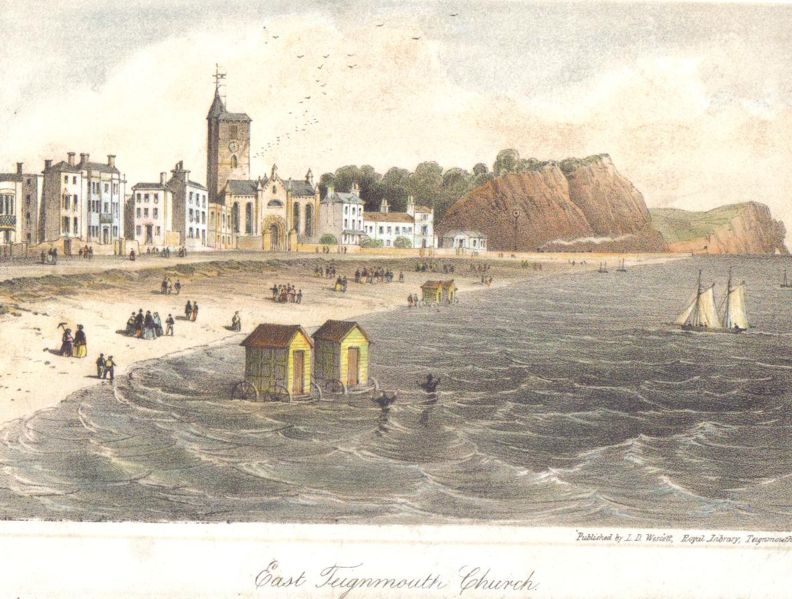
Tourismus in Teignmouth um 1900
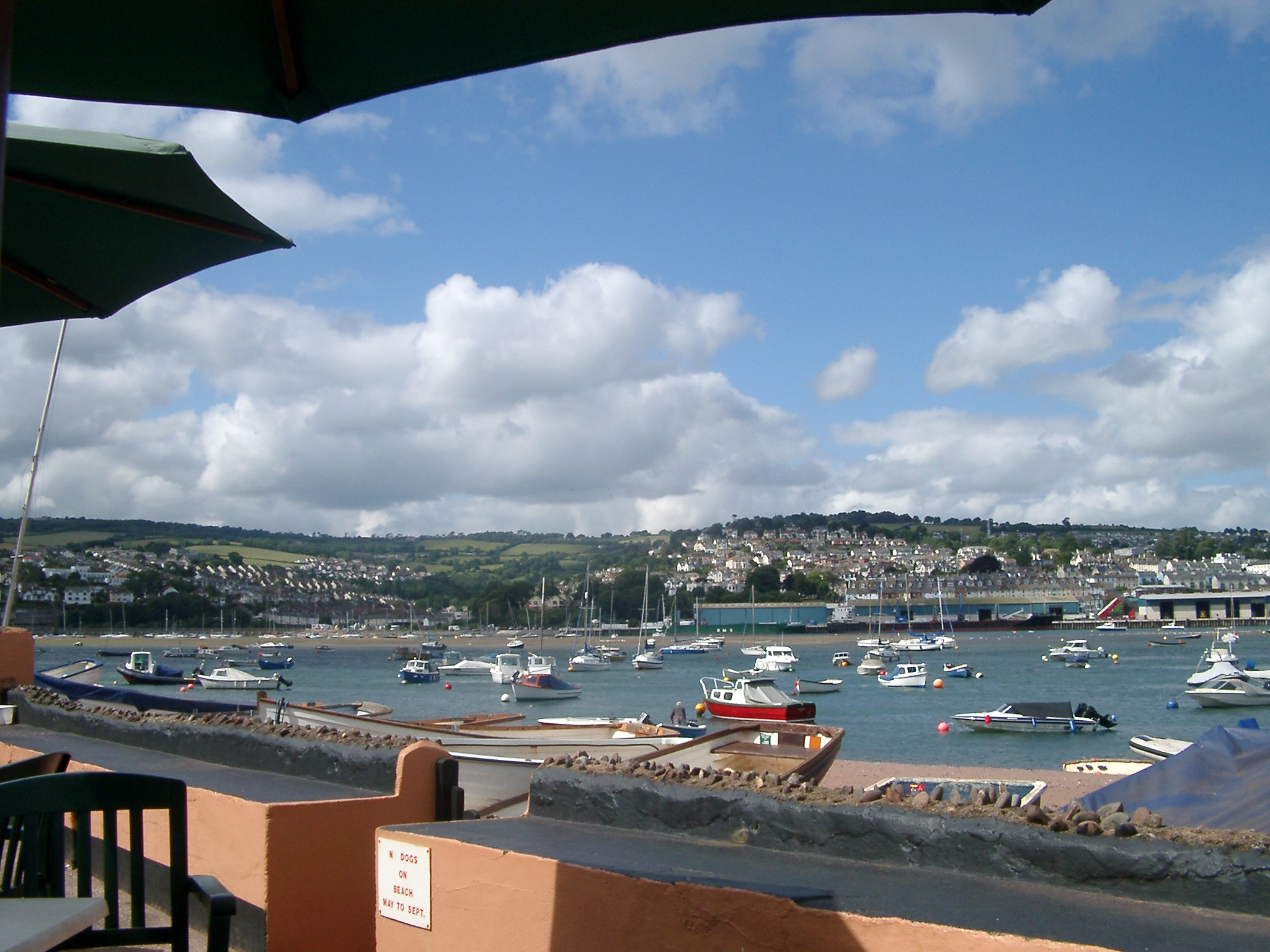
Blick von Shaldon über den Teign (2007)

## Musik
1994 wurde die britische Rockband Muse in Teignmouth gegründet, die 2004 zwei MTV Europe Music Awards, darunter Best Alternative Act und einen Q-Award für Best Live Act gewann. Bei den Brit Awards 2005 erhielt die Band den Preis „Best Live Act“. Bei den MTV Europe Music Awards 2006 waren Muse für Best Alternative, Best Album und Best UK & Ireland nominiert. Letztendlich konnten sie dann aber nur den Preis für Best Alternative mit nach Hause nehmen. Das Lied Falling Down aus ihrem ersten Studio-Album  Showbiz beschreibt das Leben in Teignmouth.
In den Pubs der Stadt, darunter das bekannte Ship-Inn und der im Stadtzentrum unweit der Seepromenade gelegene Dicey O' Reilley Pub, wird regelmäßig am Freitagabend live-Musik angeboten. Im London Hotel im Stadtzentrum finden in den Herbstwochen Jazz-Konzerte statt.

## Städtepartnerschaft
Teignmouth ist die Partnerstadt der französischen Stadt Perros-Guirec.

## Persönlichkeiten

### Söhne und Töchter der Stadt
- Elias Parish Alvars (1808–1849), Harfenist und Komponist
- Thomas Abel Brimage Spratt (1811–1888), Vizeadmiral, Experte für Hydrographie und Geologe
- William Strutt (1825–1915), Künstler und Maler
- Henry Haversham Godwin-Austen (1834–1923), Topograph, Geologe und Entdecker
- George Shoobridge Carr (1837–1914), Mathematiker und Schachspieler
- John Pulman (1923–1998), Snookerspieler
- Danny Thompson (* 1939), Kontrabassist
- Ian Twitchin (1952–2017), Fußballspieler

ebenso:
- Muse, Rockband

### Persönlichkeiten, die in Teignmouth gewirkt haben
- Thomas Luny (1759–1837), britischer Maler; wirkte und starb in Teignmouth
- Edward Pellew, 1. Viscount Exmouth (1757–1833), Admiral; starb im Alter von 76 Jahren auf seinem Landsitz West Cliff House in Teignmouth
- Georg Müller (1805–1898), „Waisenvater von Bristol“; war kurze Zeit Pastor in Teignmouth
- Freddy Randall (1921–1999), Jazz-Trompeter und Bandleader; starb in Teignmouth
- Donald Crowhurst (1932–1969), Geschäftsmann und Amateursegler; startete 1968 mit dem Trimaran Teignmouth Electron seine vorgetäuschte Weltumsegelung von Teignmouth